# Marina (lied)
Marina is een lied van de Italiaans-Belgische zanger Rocco Granata over het meisje Marina. Het Italiaanstalige nummer is inderhaast door Rocco zelf geschreven omdat hij een B-kant voor zijn single Manuela nodig had, dat geschreven was door het Italiaanse duo Enzo Bonagura en Tarcisio Fusco. Dit nummer was het openingslied voor de film "Schick Deine Frau Nicht nar Italien" uit 1960 van regisseur Hans Grimm, met o.m. actrice Marianne Hold en Tony Sandler in de rol van Paolo Costa. Niet de A-kant, maar juist de B-kant werd de grote doorbraak voor Rocco Granata en het werd een internationale hit met miljoenen verkochte exemplaren. Ook is het lied vele malen in verschillende talen gecoverd door andere artiesten zoals Marino Marini, Dalida, Peppino di Capri, Caterina Valente, Pérez Prado, Gipsy Kings en Louis Armstrong. De versie van Willy Alberti is bijzonder succesvol; hij verkocht er 400.000 stuks van mede door de verkoop binnen de Italiaanse gemeenschap in de Verenigde Staten. Alberti scoorde er de eerste notering van een Nederlandse artiest in de Billboard Hot 100 mee; het haalde plaats 42. 
Granata inspireerde zich voor de titel van het lied op het sigarettenmerk "Marina". Hij houdt vooral van de covers die Flaco Jiménez en Dean Martin (met een Engelstalige tekst van Ray Maxwell) gemaakt hebben.
Het lied was destijds zo populair in België en Nederland dat veel ouders hun babydochters Marina noemden. In 1958 (voor de hit) werden er in Nederland ongeveer 156 Marina's geboren. In 1959 en 1960 waren dat er 190 en 250. Dat duidt op een stijging van 22% in 1959 en het jaar daarna nog eens 32%. Na 1960 nam de populariteit van de voornaam Marina weer af.
Het nummer is ook te horen in de semibiografische fictie-film Marina (2013), die eveneens naar het liedje vernoemd is.

## Evergreen Top 1000
| Evergreen Top 1000 "Marina" | Evergreen Top 1000 "Marina" | Evergreen Top 1000 "Marina" | Evergreen Top 1000 "Marina" | Evergreen Top 1000 "Marina" | Evergreen Top 1000 "Marina" | Evergreen Top 1000 "Marina" | Evergreen Top 1000 "Marina" | Evergreen Top 1000 "Marina" | Evergreen Top 1000 "Marina" | Evergreen Top 1000 "Marina" | Evergreen Top 1000 "Marina" | Evergreen Top 1000 "Marina" | Evergreen Top 1000 "Marina" | Evergreen Top 1000 "Marina" | Evergreen Top 1000 "Marina" |
| Jaar                        | 2008                        | 2009                        | 2010                        | 2011                        | 2012                        | 2013                        | 2014                        | 2015                        | 2016                        | 2017                        | 2018                        | 2019                        | 2020                        | 2021                        | 2022                        |
| --------------------------- | --------------------------- | --------------------------- | --------------------------- | --------------------------- | --------------------------- | --------------------------- | --------------------------- | --------------------------- | --------------------------- | --------------------------- | --------------------------- | --------------------------- | --------------------------- | --------------------------- | --------------------------- |
| Positie                     | 78                          | 198                         | 198                         | 191                         | 168                         | 185                         | 264                         | 319                         | 215                         | 371                         | 627                         | 502                         | 533                         | 746                         | 832                         |

## NPO Radio 2 Top 2000
| Nummer met noteringen in de NPO Radio 2 Top 2000 | '99  | '00-'01 | '02  | '03  |
| ------------------------------------------------ | ---- | ------- | ---- | ---- |
| Marina                                           | 1573 | -       | 1891 | 1624 |

1. ↑  Een '-' betekent dat het nummer niet was genoteerd en een vetgedrukt getal geeft de hoogste notering aan.
2. ↑  Deze tabel is bijgewerkt tot en met de laatste editie (2024).